# Grammomys dolichurus
Grammomys dolichurus là một loài động vật có vú trong họ Chuột, bộ Gặm nhấm. Loài này được Smuts mô tả năm 1832.